# Ефремов, Евгений Сергеевич
Евгений Сергеевич Ефремов (род. 17 января 1994, Донецк) — украинский футболист, защитник литовского клуба «ФА Шяуляй».

## Биография
Воспитанник академии донецкого «Шахтёра», выступал за команду в ДЮФЛУ, а в 2011—2015 годах провёл 61 матч в первенстве дублёров высшей лиги Украины. Летом 2015 года подписал полугодичный контракт с мариупольским «Ильичёвец» и сыграл за клуб 7 матчей в первой лиге.
В 2016 году перебрался в Швецию, где играл за клубы низших дивизионов «Крамфорс-Алиансен» и «Хернёсанд».
В 2018 году вернулся на родину и провёл три неполных сезона в клубе первой лиги «Оболонь-Бровар». Весной 2020 года выступал за клуб высшей лиги «Колос» (Ковалёвка), сыграл 10 матчей, а его команда-дебютант заняла шестое место и квалифицировалась в Лигу Европы.
В августе 2020 года перешёл в литовскую «Судува», дебютный матч сыграл 12 августа 2020 года против «Жальгириса». В первом сезоне стал серебряным призёром чемпионата и финалистом Кубка Литвы, а также принял участие в играх еврокубков.
Выступал за юниорские сборные Украины.